# Jerusalem Foundation
Die Jerusalem Foundation (hebräisch הַקֶּרֶן לִירוּשָׁלַיִם HaQeren l-Īrūschalajim, deutsch ‚der Fonds für Jerusalem‘) ist eine weltweit operierende, unabhängige, überparteiliche und gemeinnützige Organisation mit Hauptsitz in Jerusalem, Israel. Die 1966 vom ehemaligen Bürgermeister Jerusalems und Ehrenbürger der Stadt Wien Teddy Kollek gegründete Stiftung agiert als Vermittlerin zwischen Juden, Christen und Muslimen in der für alle drei monotheistischen Weltreligionen wichtigen Stadt.

## Tätigkeiten
Die Stiftung arbeitet nach eigenen Angaben für Wandel und Wachstum, für die Förderung nachhaltigen Fortschritts im sozialen, erzieherischen und kulturellen Bereich sowie für das Überwinden von Barrieren zwischen verschiedenen Bevölkerungsgruppen, damit alle Bürger Jerusalems aktiv am Gemeindeleben teilnehmen können. Dazu gehören die Gestaltung von Gärten und Parks, Spielplätze und Sportplätze, Projekte in Kindergärten und Schulen, die Restaurierung von Synagogen, Kirchen und Moscheen, Zuschüsse für Bibliotheken, Museen (u. a. für das Museum in der Jerusalemer Zitadelle und das Nachon-Museum der Judenheit Italiens), Theater und Kinos, die Förderung von Künstlern und die Unterstützung für Arme, Alte und Behinderte. Mit Spenden von Staaten und Privatleuten förderte die Jerusalem Foundation bis 2015 mehr als 1.000 Projekte mit insgesamt mehr als zwei Milliarden US$. Seit der Gründung hat die Jerusalem Foundation mehr als 4.000 Projekte und langfristige Programme unterstützt, darunter die Renovierung historischer Gebäude, die Schaffung von Gärten, Parks, Spiel- und Sportplätzen, Kindergärten und Schulen sowie die Unterstützung für sozial Benachteiligte, alte Menschen und Menschen mit Behinderungen unabhängig vom kulturellen Hintergrund. Ein neues Sportzentrum wird im Ostteil der Stadt gebaut.

## Nationale Vereinigungen und Vertretungen der Jerusalem Foundation
Der Stiftung steht seit Januar 2025 Arik Grebelsky als Präsident vor, nachdem Shai Doron unerwartet 2024 im Amt verstorben war. Es existieren in vielen Ländern Vertretungen, unter anderem in den USA, Italien, Österreich und Deutschland (mit Büros in Berlin und seit April 2008 auch in München). Erster Vorsitzender der Jerusalem Foundation Deutschland e. V. war der hessische Ministerpräsident Volker Bouffier, als Nachfolger des früheren nordrhein-westfälischen Ministerpräsidenten Jürgen Rüttgers. Am 17. April 2023 wurde Hendrik Wüst, gegenwärtiger Ministerpräsident von NRW, zum Vorsitzenden in Deutschland gewählt. Präsident der Jerusalem Foundation in Österreich (Vereinsname: Jerusalem Foundation – Verein zur Förderung der Stadt Jerusalem) ist der ehemalige österreichische Außenminister Peter Jankowitsch. Die aktuelle Präsidentin in Österreich ist Renate Brauner. Präsident der Jerusalem Foundation Switzerland ist Hans-Ulrich Bigler.